# マツヤデンキ
マツヤデンキは、ヤマダホールディングス傘下のヤマダデンキが展開する日本の家電量販店。
また、株式会社マツヤデンキ（英: Matsuyadenki Co., Ltd.）は、2021年6月30日までこれを展開していた企業である（法人としては解散）。
本項では、派生ブランドである「CaDen（キャデン）」ブランドについても扱う。

## 概要
創業は1956年（昭和31年）。ただし、1974年に当初の事業会社が別の事業会社に吸収合併されているほか、後述の民事再生手続により、再生を支援する新生銀行（現・SBI新生銀行）グループが用意した東京都港区の新会社が2003年（平成15年）12月5日に事業を引き継いでいる。そのため、法人解散時点までに「マツヤデンキ」として営業した企業は3つ存在した。
その後、2006年（平成18年）4月に本社を、創業の地にほど近い大阪市中央区日本橋1丁目に移転。本社の代表電話番号に050番号のIP電話を使っている。さらに、2009年（平成21年）10月には現在地に本社を移転した。かつてサトームセン・星電社と共にぷれっそホールディングスの傘下にあったが、2012年12月に同社が清算され、2007年5月以降は親会社であるヤマダ電機（現・ヤマダホールディングス）の完全子会社となっている。
一時期、「マツヤデンキ」ブランドから新ブランド「CaDen」への切替を進めていたが、2006年（平成18年）以降に開店した店舗には再びマツヤデンキの名を使っている。また、業績悪化に伴い控えていたテレビCMも再開している。業績悪化以前のテレビCMで使われていたキャッチフレーズ「いいもの大切に マツヤデンキ」もそのまま使われている。
当社の会長である檜山健一郎（東芝OB）は、2005年（平成17年）3月に同業のサトームセンの社長兼会長に就任し、サトームセンへの経営支援に乗り出したうえで、2006年（平成18年）10月に同社および星電社と共に株式移転して設立した持株会社ぷれっそホールディングスの代表に就任している。
ヤマダ電機の傘下に入ったぷれっそグループ内でヤマダ電機の店舗ブランドである「テックランド」や「LABI」への転換が進む中、マツヤデンキも2008年（平成20年）7月から2009年（平成21年）9月までの間にCaDen15店舗とマツヤデンキ5店舗をテックランドに転換している。ただし、マツヤデンキでの新規出店も行っており、ヤマダデンキブランドとの共存状態が当面続くとみられる。
ポイントカードとして「ぷれっそポイントカード」がある。テックランドに転換した店舗では「ヤマダポイントカード」も利用できる。

## 沿革

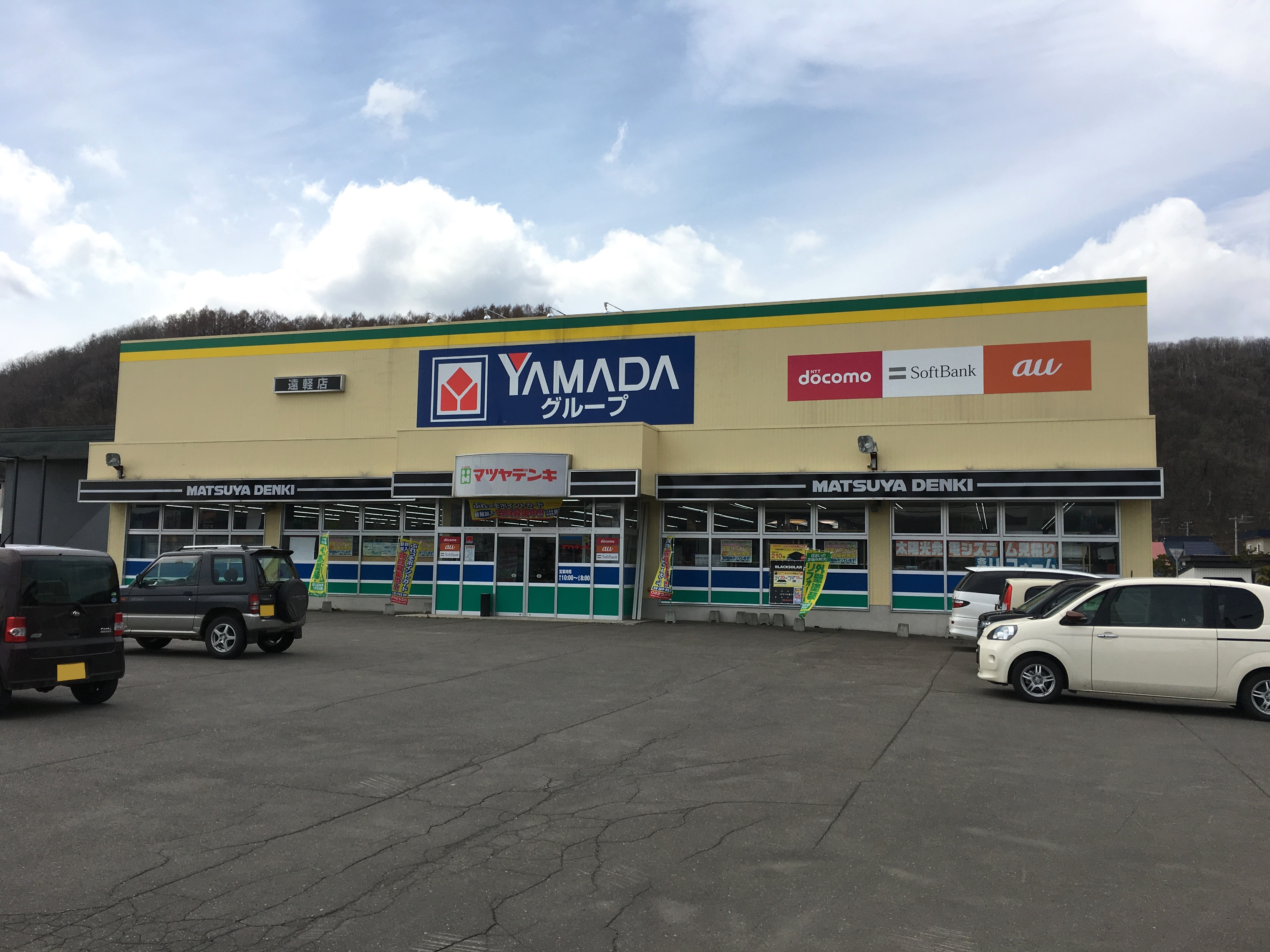
マツヤデンキ遠軽店（北海道）

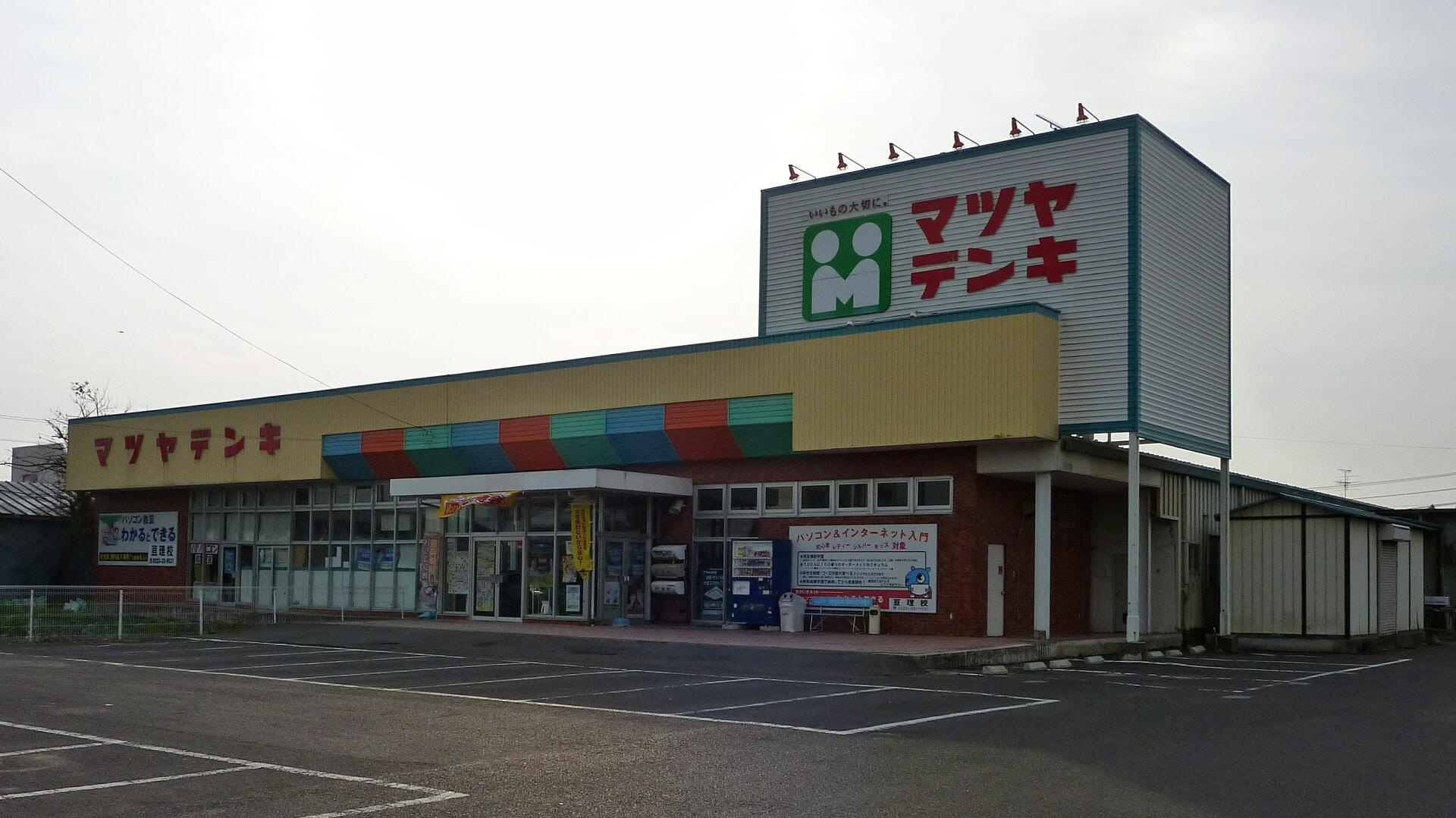
マツヤデンキ亘理店（宮城県）

- 1927年（昭和2年）2月 - 電球・電気器具の卸・小売業を開始[1]。
- 1956年（昭和31年）2月14日 - 松屋電器商事株式会社を設立[1]。
- 1959年（昭和34年）10月 - 株式会社松屋電器に社名変更[1]。
- 1969年（昭和44年） - フランチャイズ・チェーン店を開始[1]。
- 1970年（昭和45年）10月 - 株式会社マツヤデンキ（初代マツヤデンキ）に社名変更[1]。
- 1980年（昭和55年）12月 - 大阪証券取引所第2部(現在の東京証券取引所スタンダード)に上場[1]。
- 1988年（昭和63年）9月 - 大阪証券取引所第1部(現在の東京証券取引所プライム)に指定替えとなる[1]。
- 1989年（平成元年） 1月 - 正一電気とFC契約
- 1991年（平成3年） - 中川無線電機（事業としては現：ナカヌキヤ、法人としては現・ユートピアキャピタル）と資本提携。光洋無線電機を買収。
- 1992年（平成4年） - 光洋無線電機が北海道マツヤデンキ[注釈 1]に社名変更。
- 1996年（平成8年） - 中川無線電機と資本提携解消。
- 1997年（平成9年）9月 - 正一電気とのFC契約解除。（正一電気は同月、ケーズデンキとFC契約。）
- 2002年（平成14年）7月 - カルチュア・コンビニエンス・クラブと提携し、星電社の再建支援に乗り出す。
- 2003年（平成15年）
  - 9月 - 民事再生法の適用を申請し倒産。産業再生機構の支援決定を受ける。
  - 12月5日 - 2代目のマツヤデンキと株式会社北海道マツヤデンキとが、新生銀行グループの用意した受け皿会社（株式会社ニューMDパートナーズ）に営業譲渡。ニューMDパートナーズは社名を株式会社マツヤデンキに変更する。
- 2004年（平成16年）11月 - 産業再生機構に対し債務を一括弁済し、同機構の支援が終了。
- 2006年（平成18年）
  - 4月 - マツヤデンキ、サトームセン、星電社の3社の本部機能を、同月に大阪市中央区に移転するマツヤデンキ本社に集約。上新電機出身の松田佳紀が取締役COOに就任。
  - 10月1日 - マツヤデンキ、サトームセン、星電社の3社が株式移転して持株会社ぷれっそホールディングス（本社・東京）を設立。
- 2007年（平成19年）
  - 6月29日 - ぷれっそホールディングスがヤマダ電機の完全子会社となる。
  - 夏 - 網走店を閉鎖し、オホーツク海沿岸南部から撤退。
- 2008年（平成20年）7月18日 - CaDen留萌店、小樽店、稚内店をヤマダ電機に転換。
- 2009年（平成21年）
  - 8月1日 - CaDen12店舗・マツヤデンキ4店舗をヤマダ電機に転換。
  - 9月17日 - 大和高田店をヤマダ電機に転換。
  - 10月30日 - 本社を大阪市大正区の泉尾店内に移転。
- 2012年（平成24年）3月24日 - ツノイ電気から草加店と八潮店を転換開店。
- 2021年（令和3年）
  - 1月18日 - ヤマダホールディングスの事業再編に伴い、グループ内の他6社と共に同年7月1日にヤマダデンキに吸収される予定であることが発表された。
  - 7月1日 - ヤマダデンキに吸収され法人消滅。ヤマダデンキが展開するストアブランドとなった[3]。

## 店舗
現行店舗については「マツヤデンキ 店舗検索」を参照。
店舗数は、2015年（平成27年）7月現在で合計123店。青森県、秋田県、茨城県、栃木県、群馬県、神奈川県、山梨県、北陸全県、三重県、和歌山県、鳥取県、島根県、広島県、愛媛県、佐賀県、長崎県、大分県、宮崎県、沖縄県には店舗がない（2021年7月のヤマダデンキへの合併に伴い、「マツヤデンキ」未出店の地域では、「ヤマダデンキ」や「ベスト電器」が担っている）。なお、かつては茨城県は古河市、石川県は津幡町、富山県は小矢部市、三重県は伊勢市等、和歌山県は田辺市、有田市、島根県は松江市、出雲市、雲南市、広島県は熊野町と福山市と府中市､愛媛県は新居浜市と今治市に、店舗が存在した事がある。

### 過去に存在した店舗
詳細は「過去に存在したマツヤデンキの店舗」を参照